# Halteklip
Ein Halteklip oder auch Halteclip ist eine Vorrichtung, um Gegenstände temporär aneinander zu befestigen. Halteklips zählen zu den Halterungen und Verbindungselementen. Es gibt sie in unterschiedlichsten Formen einzeln sowie auch als Bestandteil von Konsumgütern, bei denen sie eine optionale und universale Befestigungsmöglichkeit bieten. In Aufbewahrungssystemen finden sie Anwendung, um Gegenstände zu fixieren. Auch in der industriellen Produktion verwendet man Halteklips zur Befestigung von Leitungen und Bauteilen als Schnellverbindungen. Die bekanntesten Halteklips sind Wäscheklammern sowie die Halteklips an Schreibgeräten wie Kugelschreiber, Druckbleistifte und Füllfederhalter. Auch Büroklammern und Krawattenspangen sind prinzipiell Halteklips.
Halteklips sind in der Regel aus Metall, Holz oder Kunststoff, ein- oder mehrteilig, mit federnden oder dauerelastischen Elementen. Oftmals auch als patentierte Systeme. Sie werden von verschiedenen Herstellern für ganz unterschiedliche Einsatzgebiete angeboten.
Für Halteklips kommen je nach Einsatzzweck unterschiedliche DIN-Normen bis hin zur DIN EN 71 für Halteklips von Schnullern zur Anwendung.